# Mergui
Mergui o Myeik (in birmano မ္ရိတ္‌မ္ရုိ့; traslitterato: mrit mrui) è una città portuale nella Divisione del Tenasserim in Birmania, situata nell'estremo sud dello Stato lungo la costa del mare delle Andamane.

## Amministrazione
La città è il capoluogo della Township di Mergui, che fa parte dell'omonimo Distretto di Mergui, uno dei tre da cui è composta la Divisione del Tenasserim.

## Storia
Tra l'XI e il XIII secolo, Mergui fu la città più meridionale del Regno di Pagan. Dopo la caduta di Pagan fece parte quasi ininterrottamente del Regno di Ayutthaya, l'odierna Thailandia, fino al 1765, quando fu ripresa dai birmani che due anni dopo avrebbero espugnato e raso al suolo la capitale siamese Ayutthaya. A partire dal XVI secolo era divenuta un importante centro di scambi con gli europei, che approdavano a Mergui, risalivano il Tenasserim e valicavano le montagne per arrivare ad Ayutthaya. I britannici occuparono la regione dopo la prima guerra anglo-birmana del 1826.

## Economia
La popolazione è dedita alla pesca, alla produzione di gomma e noci di cocco, all'artigianato, alla lavorazione dei gamberetti e alla collezione di nidi di uccello. L'area dell'entroterra è una delle maggiori zone di contrabbando dell'intera linea di confine birmano-thailandese. Al largo della costa, le 800 isole dell'Arcipelago di Mergui hanno un grande potenziale turistico non ancora sviluppato per la mancanza di strutture alberghiere o similari. Ciò preserva il fascino della regione e mantiene l'ambiente intatto.

## Società

### Evoluzione demografica
Gli abitanti della città discendono da svariati gruppi etnici, tra cui i birmani, i cinesi, i karen, gli indiani ed i mon. Si parla la lingua birmana con un accento tipico della zona. L'arcipelago di Mergui è abitato dai moken, che parlano il proprio idioma e sono una delle etnie del sudest asiatico dette nomadi del mare.